# Triodontella massarti
Triodontella massarti är en skalbaggsart som beskrevs av Louis Burgeon 1947. Triodontella massarti ingår i släktet Triodontella och familjen Melolonthidae. Inga underarter finns listade i Catalogue of Life.